# Bouquet (Gard)
Bouquet ist eine französische Gemeinde mit 197 Einwohnern (Stand 1. Januar 2022) im Département Gard der Region Okzitanien.

## Geografie
Die Gemeinde Bouquet liegt am südöstlichen Rand der Cevennen. Sie befindet sich rund 20 Straßenkilometer nordöstlich der Stadt Alès, während in westlicher Richtung Bagnols-sur-Cèze die nächstgelegene Stadt darstellt. Landschaftlich wird das dünn besiedelte Gebiet von Garrigue geprägt, wobei es sich um eine im Mittelmeerraum verbreitete Form von reichhaltiger, niedriger Vegetation handelt. In geologischer Hinsicht besteht rund um Lussan ein großes Kalk-Plateau, welches für einen verhältnismäßig trockenen Boden sorgt und eine Voraussetzung für die Verbreitung der Garrigue ist. Am südlichen Gemeinderand hin zum Nachbarort Brouzet-lès-Alès liegt mit dem Mont Bouquet die höchste Erhebung in Ortsnähe; dieser ist ein Anlaufpunkt für Sportkletterer. Insgesamt umfasst das Gemeindegebiet sechs kleine Siedlungen, wobei sich der Kernort relativ weit nördlich an der D147 befindet.
Die Nachbargemeinden von Bouquet sind Allègre-les-Fumades im Norden, Fons-sur-Lussan im Nordosten, Lussan im Osten, Vallérargues und Belvézet (Berührungspunkt) im Südosten, Seynes und Brouzet-lès-Alès im Süden und Navacelles im Westen.

### Infrastruktur
Durch den äußersten Süden des Gemeindegebiets verläuft mit der D6 eine wichtige regionale Straße, welche die Städte Alès und Bagnols-sur-Cèze verbindet. Über Bagnols-sur-Cèze liegt am Rand des für den Verkehr sehr bedeutenden Rhonetals. Die kleinere Straße D147A bindet den Kernort an die D6 an und zusätzlich besteht über die D147 eine Anbindung an Nachbarorte.

## Geschichte, Kultur und Landwirtschaft
Eine menschliche Besiedlung des Gebiets ist bereits seit Jahrtausenden nachgewiesen und mit einem Oppidum gab es zur Zeit der römischen Besatzung eine feste Ansiedlung auf dem heutigen Gemeindegebiet. Das historische Gemeindewappen, welches zuletzt im 16. Jahrhundert verändert wurde, bildet mehrere Köpfe von Mauren ab, welche einst die Region beherrschten. Später gehörten der Ort mitsamt dem lokalen Schloss der Herrscherfamilie des Ortes Barjac. Durch die starke protestantische Prägung der Region kam es zwischen 1702 und 1705 zum konfessionell begründeten Cevennenkrieg, welcher auch in Bouquet ausgetragen wurde. Im 19. und 20. Jahrhundert erlebte die Gemeinde durch die zurückgehende Bedeutung der Landwirtschaft einen Bevölkerungsrückgang. Bis heute gibt es im Ort eine protestantische und eine katholische Kirche.
Die lokale Landwirtschaft beruht insbesondere auf dem Anbau von Oliven und Mandeln, während nachrangig auch die Aufzucht von Ziegen und Schafen eine Rolle spielt.

## Bevölkerungsentwicklung
| Jahr      | 1962 | 1968 | 1975 | 1982 | 1990 | 1999 | 2008 | 2017 |
| Einwohner | 76   | 73   | 85   | 114  | 103  | 143  | 190  | 176  |

Im Jahr 1793 hatte die Gemeinde 250 Einwohner. Anschließend kam es zu einem deutlichen Bevölkerungswachstum bis auf den historischen Höchstwert von 503 Bewohnern, die 1851 gezählt wurden. Bereits in der zweiten Hälfte des 19. Jahrhunderts setzte ein deutlicher Abwärtstrend ein und besonders in der ersten Hälfte des 20. Jahrhunderts nahm die Bewohnerzahl weiter ab, bis Bouquet um 1950 erstmals von weniger als 100 Menschen bewohnt wurde. 1968 wurde mit 73 Menschen ein Tiefstand erreicht, ehe es von da an wieder zu einem deutlichen Bevölkerungswachstum kam.